# Międzynarodowa Wspólnota Zborów Bożych
Międzynarodowa Wspólnota Zborów Bożych (ang. Assemblies of God International Fellowship) – denominacja zielonoświątkowa mająca swoje początki w przebudzeniu wśród skandynawskich baptystów w Midwest. Została założona w 1911 roku. Posiada 700 tysięcy wiernych w USA. Jej siedziba mieści się obecnie w San Diego w Kalifornii. Posiada wyznanie wiary podobne do większości kościołów zielonoświątkowych.  
Kościoła nie należy mylić z inną denominacją zielonoświątkową Zborami Bożymi. Oba kościoły mają dobrą relację ze sobą.